# Plexippus yinae
Plexippus yinae là một loài nhện trong họ Salticidae.
Loài này thuộc chi Plexippus. Plexippus yinae được Peng & Li miêu tả năm 2003.